# Istoria Islandei

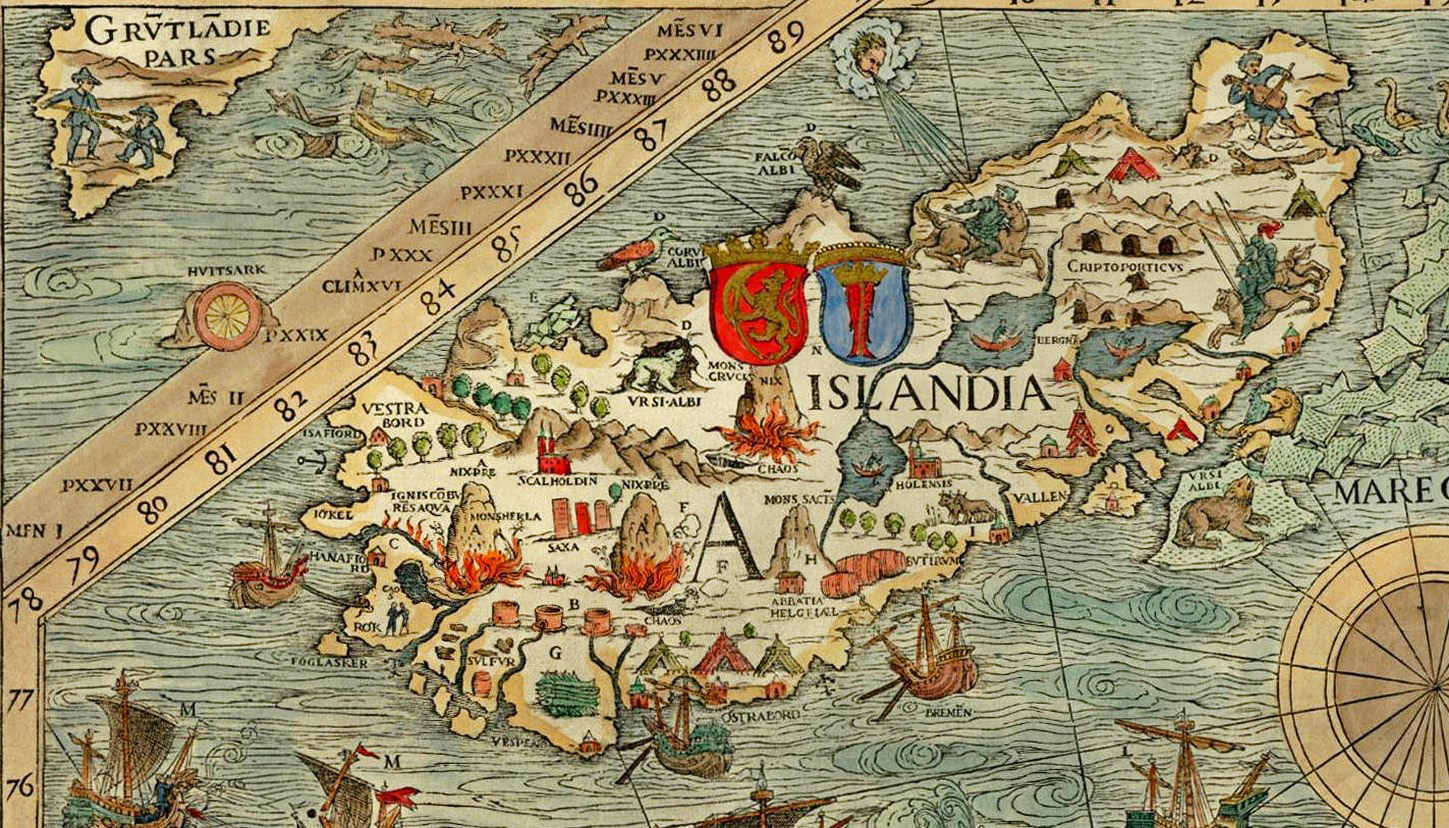
Islanda pe carta marina de Olaus Magnus

Islanda a fost colonizată în secolele al IX-lea și al X-lea de scandinavi, celți, irlandezi și scoțieni.
Íslendingabók (Libellus Islandorum sau  Cartea Islandezilor), scrisă în 1122-1133 pretinde că norvegianul Ingólfur Arnarson a fost primul localnic (colonist, ocupant) al Islandei, în Reykjavík, în anul 870. Familiile au fost însoțite de servitori și sclavi, o parte din ei fiind celți sau picți din Scoția și Irlanda (cunoscuți de către nordici și drept Oamenii din Vest - Norse). Conform anumitor scrieri literare, călugării irlandezi ar fi trăit în Islanda înainte de așezarea locuitorilor nordici, dar nu s-a descoperit nicio dovadă arheologică. Erik cel Roșu, sau Eirikur Þorvaldson, a fost exilat pentru crimă în 980, și a început explorarea dincolo de partea de vest a insulei. El a format prima așezare în Groenlanda,  în jurul acestei perioade, numind zona, conform legendei, pentru a atrage noi colonizatori. Fiul lui Erik, Leifr Eiriksson, pune piciorul în America, în cele din urmă, în jurul anului 1000. Cu toate că se spune că a fost deviat de la ruta stabilită, mult mai probabil este că era în căutarea teritoriului indicat (descoperit) de Bjarni Herjólfsson cu câțiva ani mai devreme. Se consideră că el a întemeiat o colonie la L'Anse aux Meadows în Terranova, care a supraviețuit doar timp de un an. Alte două tentative de colonizare întreprinse de către fratele său s-au finalizat cu eșec.
Islandezii sunt foarte mândri de parlamentul lor, care este, de altfel, primul din lume. Acest parlament, pe care l-au numit Althing, a fost înființat în anul 930.
Islanda a rămas independentă timp de 300 de ani, după care a intrat, succesiv, sub suzeranitatea Norvegiei, apoi a Danemarcei.
Islanda a redevenit independentă în 1944, după ce Regatul Islandei, în uniune personală cu Danemarca, a devenit republică. Între 1940 și 1945, Islanda s-a aflat sub ocupație Britanică deoarece Danemarca a fost ocupată de către Germania nazistă.
În 1949 Islanda a devenit membră NATO, decizie ce a dus la revolte anti-NATO în capitală în martie 1949. Astfel, țara se află într-un pact defensiv cu Statele Unite, care asigură protecția Islandei, care nu are armată.
Între 1958 și 1976, Islanda s-a aflat într-un război economic cu Marea Britanie, cea din urmă fiind susținută de către Republica Federală Germania și Belgia. Disputele pescărești dintre cele două țări au fost soluționate de fiecare dată cu câștigul Islandei, care are acum o zonă exclusivă economică de 200 mile nautice.
La 26 mai 1968, Islanda a trecut de la circulația pe stânga la circulația pe dreapta a drumurilor, în cadrul unui eveniment cunoscut sub numele de H-dagurinn, după modelul aceluiași eveniment care a avut loc în Suedia la 3 septembrie 1967 sub numele de Dagen H.
În 1974, două persoane fără legătură între ele, Guðmundur Einarsson și Geirfinnur Einarsson, au dispărut fără urmă în apropiere de zona Reykjavik-Keflavik. Cazul este notoriu datorită arestării, reținerii și încarcerării a 6 tineri care au fost supuși unui tratament dur din partea autorităților și condamnați în ciuda lipsei de probe. Condamnările lor au devenit unul dintre cele mai notorii cazuri de eroare judiciară din Europa și au fost anulate în 2018.
În 2008 banca centrală a țării este naționalizată și țara intră în faliment. Cetățenii protestează în fața Parlamentului, cerând demisia guvernului și organizarea unor noi alegeri. Printr-un referendum național, 93% dintre participanți refuză plata datoriei de 3,5 miliarde de euro către Olanda și Marea Britanie. Cetățenii dau jos conducerea țării și 25 de cetățeni apolitici sunt aleși din 522 candidați. Poporul scrie o nouă Constituție.